# Отражение тьмы
«Отражение тьмы» — российский фильм ужасов 2023 года режиссёра Серика Бейсеу.

## Сюжет
Четыре молодые пары отправляются на частный остров для участия в некоем тренинге-ретрите, обещающем укрепить их взаимоотношения. Главная героиня Стейси едет сюда не только улучшить отношения с бойфрендом Энди, но и имея тайную цель — разыскать сестру, пропавшую на этом острове.
Во время проведения медитационных практик в ходе ретрита герои сталкиваются с древним демоном — суккубом, питающегося жизненной энергией людей, принимая чужой облик и провоцируя жертв проявлять самые худшие качества и низменные страсти, совершать ужасные поступки.
Противостояние с суккубом становится для героев не только схваткой за выживание, но и испытанием на прочность убеждений и моральных принципов.

## В ролях
- Ангелина Пахомова — Стейси
- Виктор Михайлов — Энди
- Антон Риваль — Майкл
- Полина Давыдова — Оливия
- Полина Воробьёва — Кейт
- Пьер Бурель — Ник
- Нино Нинидзе — Джин
- Артур Бесчастный — Хавьер
- Ксения Пикалова — Элишва
- Василий Евсеев — Суккуб

## Съёмки
Бюджет фильма составил более 130 млн рублей, натурные съёмки велись в Сургутском районе ХМАО -Югры, в частности, на территории природно-археологического парка «Барсова Гора».

## Мнение РПЦ
Съёмки фильма велись под рабочим названием «Суккуб», чем привлекли внимание и стали поводом для скандала — митрополит Ханты-Мансийский и Сургутский Павел обвинил правительство ХМАО в развращении молодёжи и неэффективном использовании бюджетных средств, на что в администрации заявили, что съёмки не финансируются из бюджета, а местная телекомпания оборудование для съёмок предоставляет в аренду. Создатели фильма выпустили официальное заявление, что фильм не является прославлением Суккуба (дьявола в женском обличье) и сюжет основан на «отечественной и мировой культурологической и нравственной традиции», истоки которой берут начало в христианской религии, но изменили название фильма на нейтральное «Отражение тьмы».

## Прокат
Фильм вышел в прокат 11 апреля 2024 года, в первый уикенд проката фильм занимал 9-ю строчку с кассовыми сборами 7,6 млн рублей, на следующую неделю опустился на 14-ю строчку, всего в прокате фильм посмотрели 45 400 зрителей, общие кассовые сборы составили 14 972 096 руб. ($ 160 610).
Позднее фильм появился на популярных онлайн-кинотеатрах — «Иви» и Okko, но получил невысокий зрительский рейтинг — 5.1.

## Рецензии
- Дмитрий Бортников — «Отражение тьмы»: да начнутся ролевые игры! // RussoRosso, 19 апреля 2024
- Алексей «MaxCady» Петров — Хотим ли мы суккуба? — рецензия на фильм «Отражение тьмы» // КЛУБ-КРИК, 23 апреля 2024
- Анастасия Шевякова — Странные парочки на странном острове: рецензия на мистическо-эротический триллер, снятый в Югре // 86.RU — городской портал Ханты-Мансийска, 29 июня 2024